# Гаммельбург
Гаммельбург (нім. Hammelburg) — місто в Німеччині, розташоване в землі Баварія. Підпорядковується адміністративному округу Нижня Франконія. Входить до складу району Бад-Кіссінген.
Площа — 128,89 км2. Населення становить 10 906 ос. (станом на 31 грудня 2020).